# Moor Park (metrostation)
Moor Park is een station van de metro van Londen aan de Metropolitan Line. Het metrostation, dat in 1910 is geopend, ligt in Moor Park in Hertfordshire..

## Geschiedenis
Op 1 september 1887 verlengde de Metropolitan Railway (MR), de latere Metropolitan Line, haar westlijn van Pinner naar het dorp Rickmansworth in Hertfordshire met onderweg een station bij Northwood. Op 15 maart 1899 begon ook de treindienst van de Great Central Railway GCR deze te gebruiken toen haar lijn uit Rugby via Verney Junction op de MR werd aangesloten. De GCR nam echter in 1906 eigen sporen tussen Aylesbury en Marylebone ten zuiden van Harrow in gebruik uit ontevredenheid met het gemengde bedrijf van metro en trein. Op 9 mei 1910 opende het station Sandy Lodge bij de Sandy Lodge golfbaan. Dit werd in 1923 omgedoopt in Moor Park & Sandy Lodge waarmee ook het gebied ten westen van het station vernoemd werd. In het interbellum voerde de MR een moderniseringsprogramma door, in het kader hiervan werd in 1925 de lijn ten oosten van Rickmansworth geëlektrificeerd en kwam er een aftakking naar Watford. 

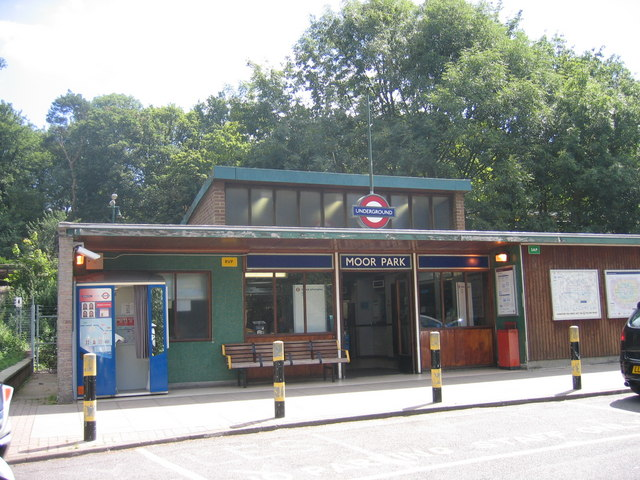
Het stationsgebouw uit 1961 aan de westkant van het spoor.
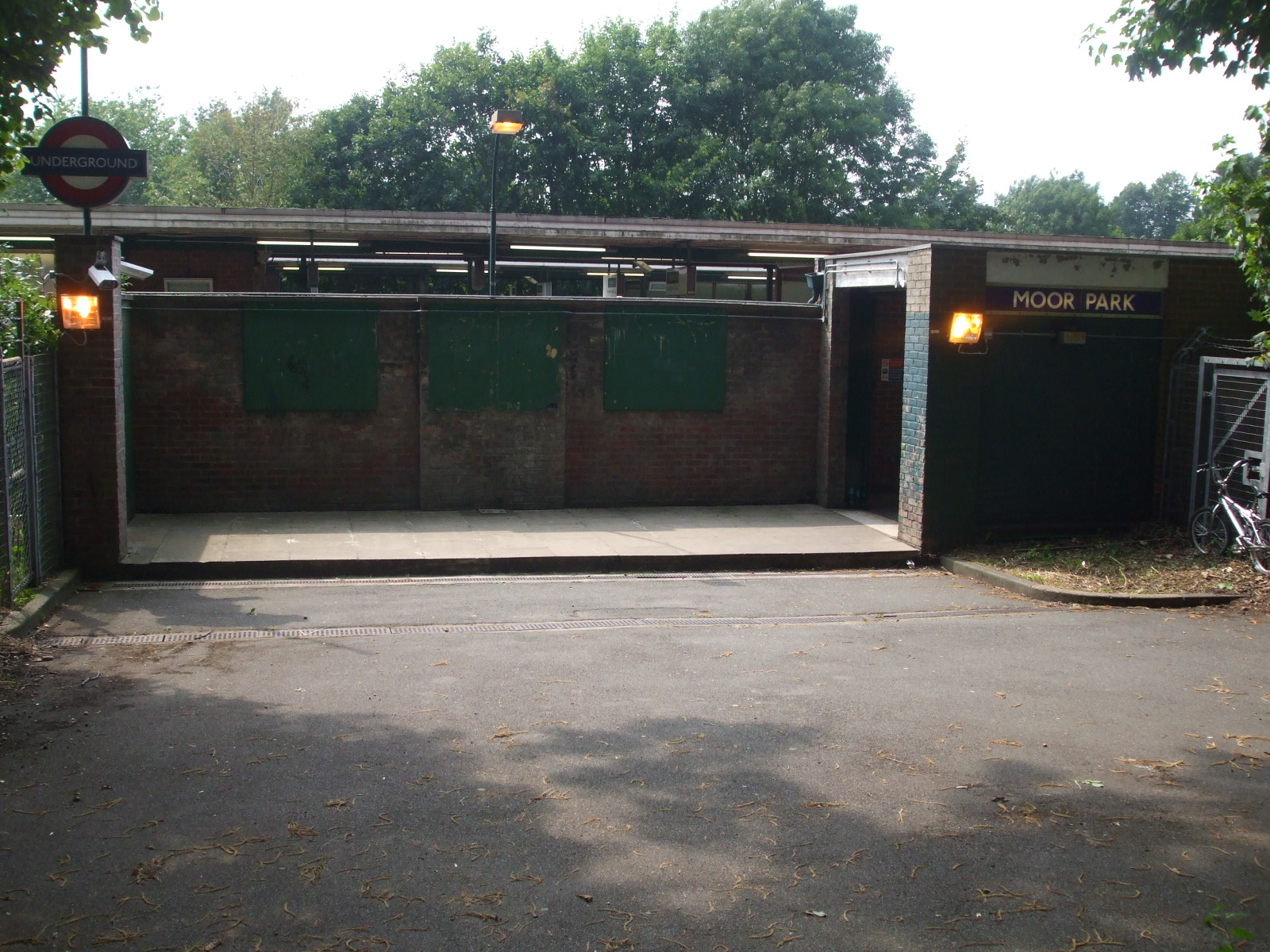
De oostelijke toegang bij de golfbaan.
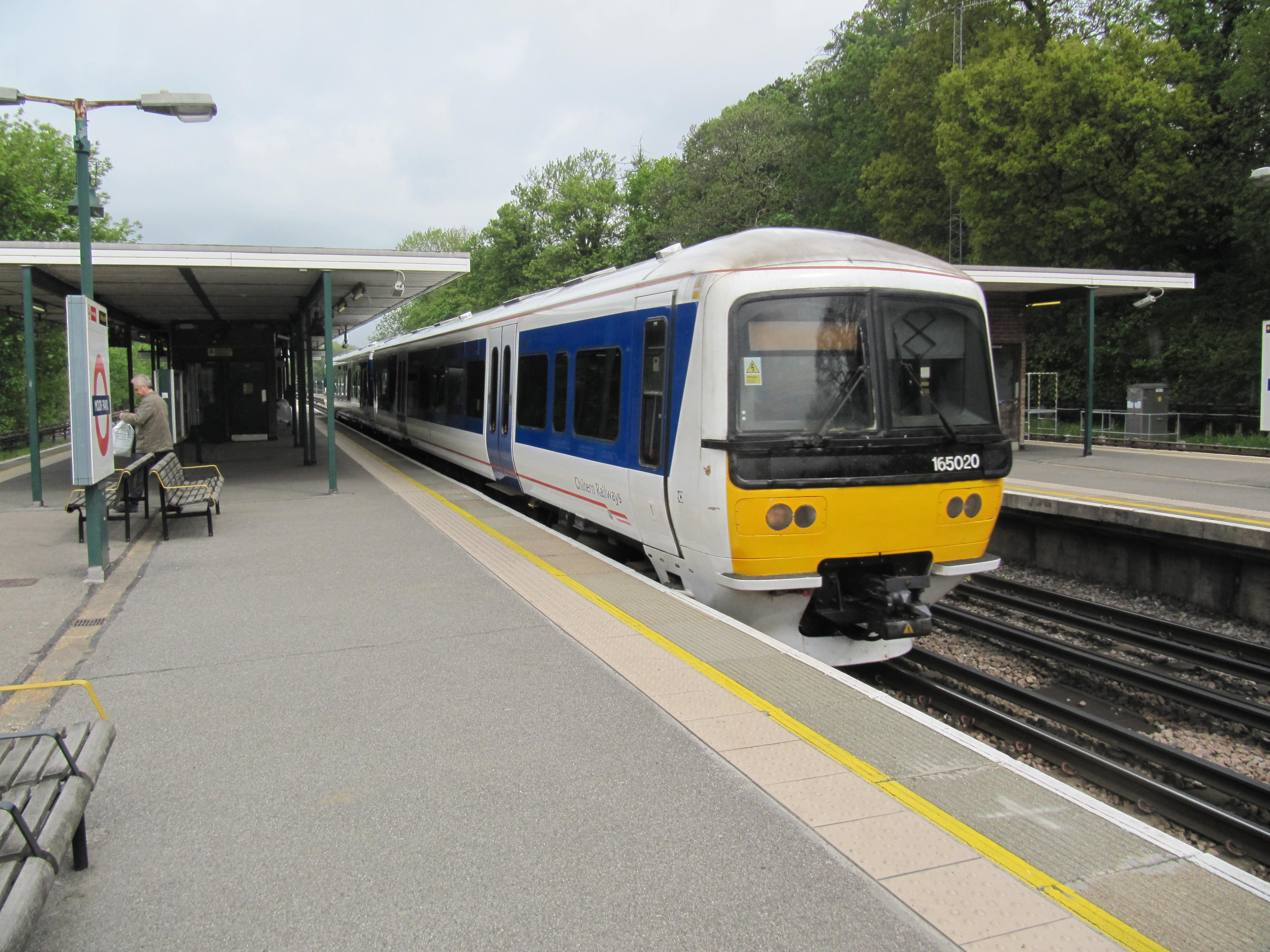
Een voorstadsdiesel richting Marylebone op 16 mei 2010 langs het westelijke perron.

## Nationalisatie
In 1933 werd het OV in Londen genationaliseerd in de London Passenger Transport Board die de MR als Metropolitan Line voortzette. De treindiensten werden in 1948 genationaliseerd in British Railways. In 1950 werd het station omgedoopt in Moor Park en, naar aanleiding van de bevolkingsgroei ten westen van Rickmansworth, een extra dubbelspoor gelegd parallel aan de metrosporen. Deze sporen werden tussen juni 1958 en juli 1962 gebouwd en meteen geëlektrificeerd. In samenhang hiermee werd station Moor Park geheel herbouwd en kreeg het twee eilandperrons. Het westelijke perron voor de sneldiensten van de metro en de voorstadsdiensten met dieseltreinstellen van/naar Marylebone, het oostelijke voor de stopdiensten van de metro. Aan de westkant werd een nieuw stationsgebouw opgetrokken dat via een voetgangerstunnel verbonden is met de toegang naast de golfbaan. De tunnel is aan beide kanten voorzien van OV-poortjes en biedt via vaste trappen toegang tot de perrons. 

## Reizigersdienst
British Rail en Network Southeast stopten hun diensten in 1993 en sinds 1996 worden de treindiensten, doorgaans twee ritten per uur per richting, tussen Marylebone en Aylesbury verzorgd door Chiltern Railways. Deze diensten gebruiken eigen sporen tussen Londen en Harrow, tussen Harrow en Amersham delen ze de sporen met die van London Underground. Sinds 2011 rijden de sneldiensten van de metro alleen tijdens de spits. De sneldiensten naar Aldgate stoppen in de ochtendspits op spoor 2 en tijdens de avondspits stoppen ze met de bestemmingen Amersham of Chesham op spoor 1. Tijdens de daluren en in het weekeinde stoppen de metro's op de sporen 3 en 4, met stopdiensten en semi-sneldiensten naar Baker Street of Aldgate in zuidelijke richting, en naar Watford, Amersham of Chesham in noordelijke richting.